# Тарачков, Фёдор Константинович
Фёдор Константи́нович Тарачко́в (1912, Саратов — 31 декабря 1961, Москва) — советский велогонщик. Заслуженный мастер спорта СССР (1946). Судья всесоюзной категории (1950).

## Биография
Начал заниматься спортом в 16 лет в Саратове. Сначала занимался конькобежным спортом, затем перешел в велоспорт. Выступал за общество «Динамо».
Тринадцатикратный чемпион СССР (1938—1950) в групповой и командной шоссейной тиках, кроссе, гонке за лидером, командной гонке на треке на 10 000 м. Неоднократный рекордсмен СССР.
Участник Великой Отечественной войны.
По завершении спортивной карьеры работал тренером по велоспорту. Среди его воспитанников — олимпийский чемпион в групповой гонке Виктор Капитонов.
В последние годы жизни возглавлял Федерацию велосипедного спорта РСФСР.
Скончался после тяжелой и продолжительной болезни 31 декабря 1961 года. Похоронен на 13-м участке Ваганьковского кладбища в Москве.